# 姬川信號場
姬川信號場 （日语：／ Himekawa eki */?）是一個北海道旅客鐵道（JR北海道）的信號場，位於日本北海道茅部郡森町，位於大沼與森之間的函館本線主線上。姬川車站屬於JR北海道函館支社的管理範圍，並由森車站代管。
姬川車站在1913年初設時原本只是個號誌站（姫川信号所），之後陸續經過幾次站等的調整：1922年升格為「信號場」，1951年升格為臨時上下車站（仮乗降場），並於1987年日本國鐵分割民營化，由JR北海道承接本站的營運的同時升格為正式車站。地處偏遠的姬川車站站內設有兩座相對式月台，月台與月台中間，是靠站內平交道連通。
由於近年使用人數持續低迷，JR北海道內部調查亦發現本站每日平均使用人次少於1人，因此決定於2017年3月4日起廢站，改為信號場。

## 相鄰車站
北海道旅客鐵道（JR北海道）
■函館本線（本線）
普通
東山（H64）－（姬川信號場）－森（H62）